# Long Tall Sally
"Long Tall Sally" là ca khúc rock and roll được sáng tác bởi Robert "Bumps" Blackwell, Enotris Johnson và Richard Penniman (còn được biết tới dưới nghệ danh Little Richard), được thu âm bởi Little Richard và được phát hành bởi hãng Specialty Records vào tháng 3 năm 1956. Ca khúc ban đầu được đặt tên là "The Thing", được Richard lấy cảm hứng trong một lần tới thành phố New Orleans. Đây là một trong những ca khúc nổi tiếng nhất lịch sử nhạc rock and roll và được hát lại bởi vô số nghệ sĩ.
Mặt B của "Long Tall Sally" là ca khúc "Slippin' and Slidin'". Cả hai ca khúc sau đó đều được đưa vào album LP Here's Little Richard của Richard, phát hành vào tháng 3 năm 1957. Đĩa đơn có được vị trí quán quân tại Billboard Top R&B, và có mặt trong top 6 suốt 19 tuần, ngoài ra còn có được vị trí số 6 tại bảng xếp hạng nhạc pop cùng của tạp chí trên. Ca khúc cũng nhận được giải thưởng Triple Crown năm 1956 của tạp chí Cash Box. Năm 2003, "Long Tall Sally" có được vị trí số 55 trong danh sách "500 bài hát vĩ đại nhất" của tạp chí Rolling Stone.

## Danh sách nghệ sĩ phát hành
| Năm  | Nghệ sĩ                        | Phát hành                      | Ghi chú                                                                |
| ---- | ------------------------------ | ------------------------------ | ---------------------------------------------------------------------- |
| 1956 | Little Richard                 | (đĩa đơn)                      |                                                                        |
| 1956 | Pat Boone                      |                                |                                                                        |
| 1956 | Elvis Presley                  |                                |                                                                        |
| 1956 | Eddie Cochran                  | Never To Be Forgotten          | Thu âm trong khoảng tháng 5-6 năm 1956, phát hành sau đó vào năm 1962  |
| 1958 | Wanda Jackson                  | (đĩa đơn cùng ca khúc "Party") |                                                                        |
| 1963 | Gene Vincent and His Blue Caps |                                |                                                                        |
| 1964 | The Kinks                      | (đĩa đơn)                      | Đĩa đơn đầu tay, được phát hành bởi Shel Talmy                         |
| 1964 | The Beatles                    | Long Tall Sally (EP)           | Tái bản năm 1988 trong tuyển tập Past Masters                          |
| 1973 | Elvis Presley                  | Aloha From Hawaii              | Buổi trình diễn truyền hình vệ tinh toàn thế giới đầu tiên của lịch sử |